# Paul Jouve
Pour les articles homonymes, voir Jouve et Paul Jouve (homme politique).
Paul Jouve, né le 16 mars 1878 à Bourron (Seine-et-Marne) et mort le 13 mai 1973 à Paris, est un peintre, sculpteur, illustrateur et céramiste français.
Membre de l'Académie des beaux-arts, il est le fils du peintre et photographe Auguste Jouve.

## Biographie
La vocation de peintre animalier de Paul Jouve s'éveille au cours de ses fréquentes promenades au jardin des plantes de Paris, alors qu'il est encore élève à l'École des arts décoratifs et du Muséum national d'histoire naturelle de Paris. Il a entre autres pour professeur Henri Patrice Dillon, un ami de son père. Il expose des toiles au Salon des artistes français de 1893. En 1904, il rejoint Hambourg et Anvers, attiré par leurs grands jardins zoologiques. Il est l'un des premiers collaborateurs de la revue L'Assiette au beurre.
Premiers lauréats du prix Abd-el-Tif, Paul Jouve et son ami Léon Cauvy sont pensionnaires de la villa Abd-el-Tif à Belouizdad en 1907. Il épouse à Alger la fille du peintre orientaliste Maxime Noiré. Il est l'un des premiers peintres à se rendre dans le Hoggar. Considéré comme parmi l'un des meilleurs peintres animaliers français, il illustre, entre 1906 et 1914, Le Livre de la jungle de Rudyard Kipling.
Paul Jouve participe à l'Exposition universelle de 1900, au Salon de l'Armée d'Orient en 1916, à l'Exposition internationale des arts décoratifs et industriels modernes de 1925 et à l'Exposition universelle de 1937 à Paris ; il reçoit une médaille d'or pour chacune de ses participations. Il reçoit également la médaille d'or pour sa participation à l'Exposition coloniale internationale de 1931 à Paris, et c'est une de ses œuvres qui illustre la couverture du livre d'or de l'exposition. Artiste fécond, avec ses amis du groupe des animaliers, Jacques Nam, Édouard-Marcel Sandoz, Auguste Trémont et Gaston Suisse, Paul Jouve prend part à de très nombreuses expositions en France et à l'étranger. Ses croquis et dessins, dans l'esprit de l'Art déco, sont ceux d'un sculpteur, art qu'il pratique également.

## Distinctions
- Commandeur de la Légion d'honneur (1932)

## Œuvres

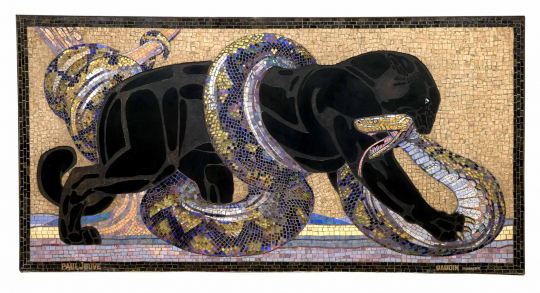
Panthère noire combattant un python, 1932. Collection Institut de France
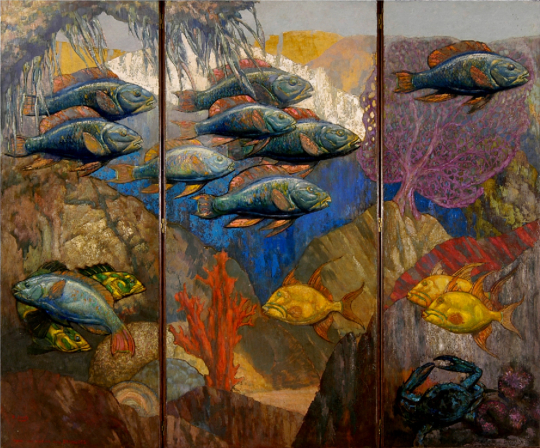
Paravent poissons Poissons des Bermudes. 1957. Collection Musée des Beaux-Arts de Reims, France. Numéro d'inventaire 2001.2.5
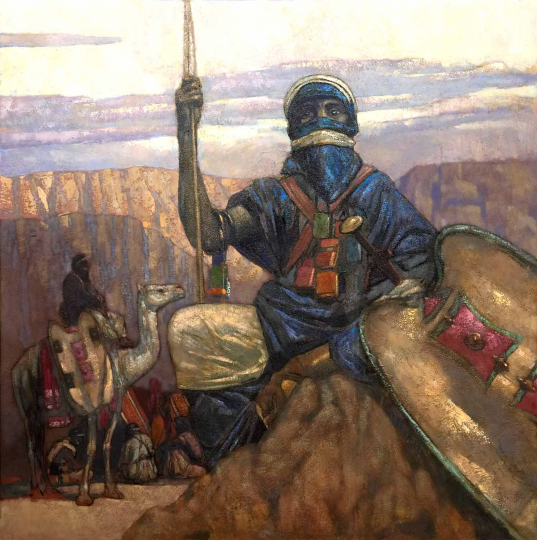
Touareg assis. Collection Institut de France (Académie des Beaux-Arts)
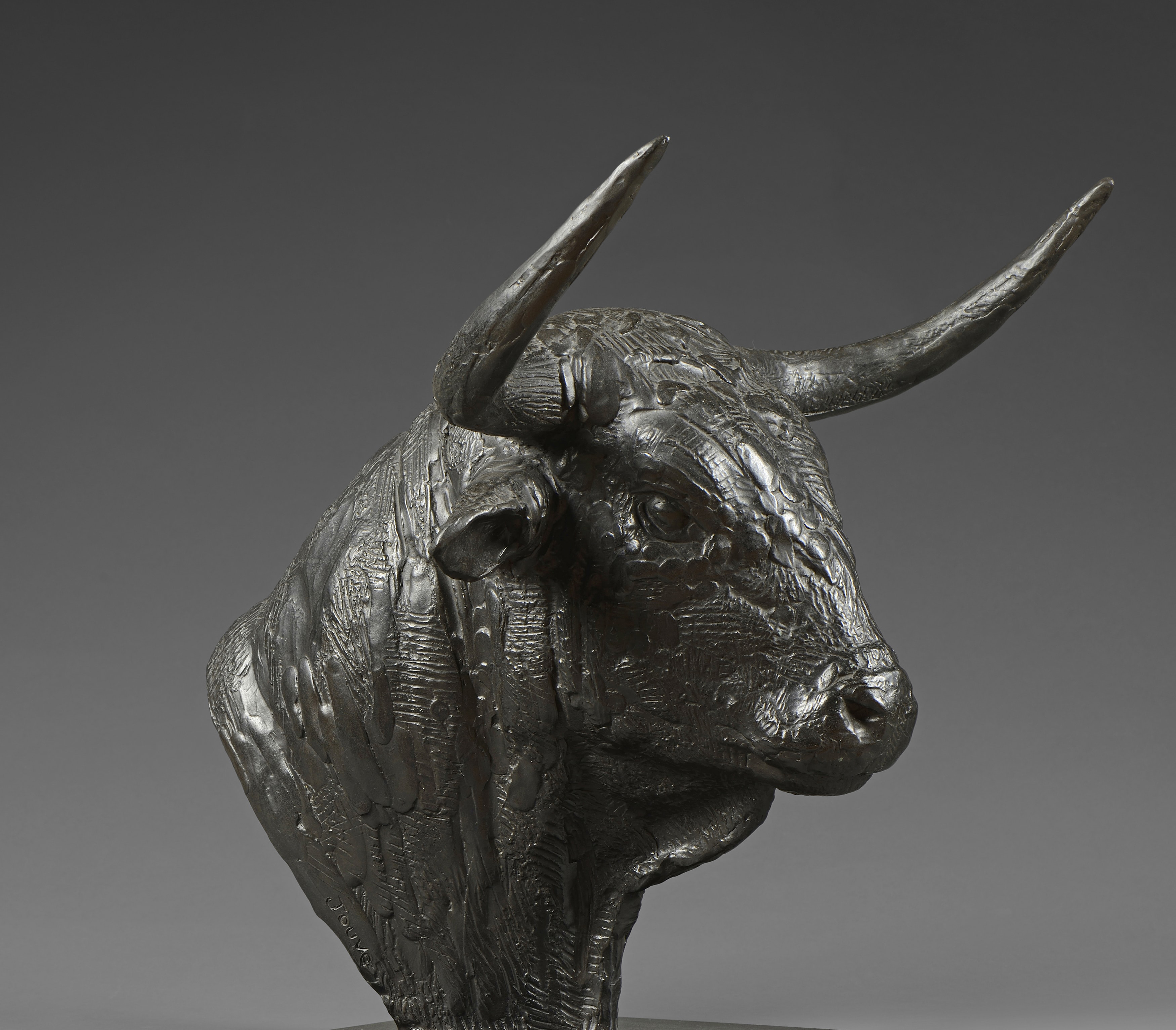
Tête de Taureau 1937. Musée des années 30 Boulogne Billancourt
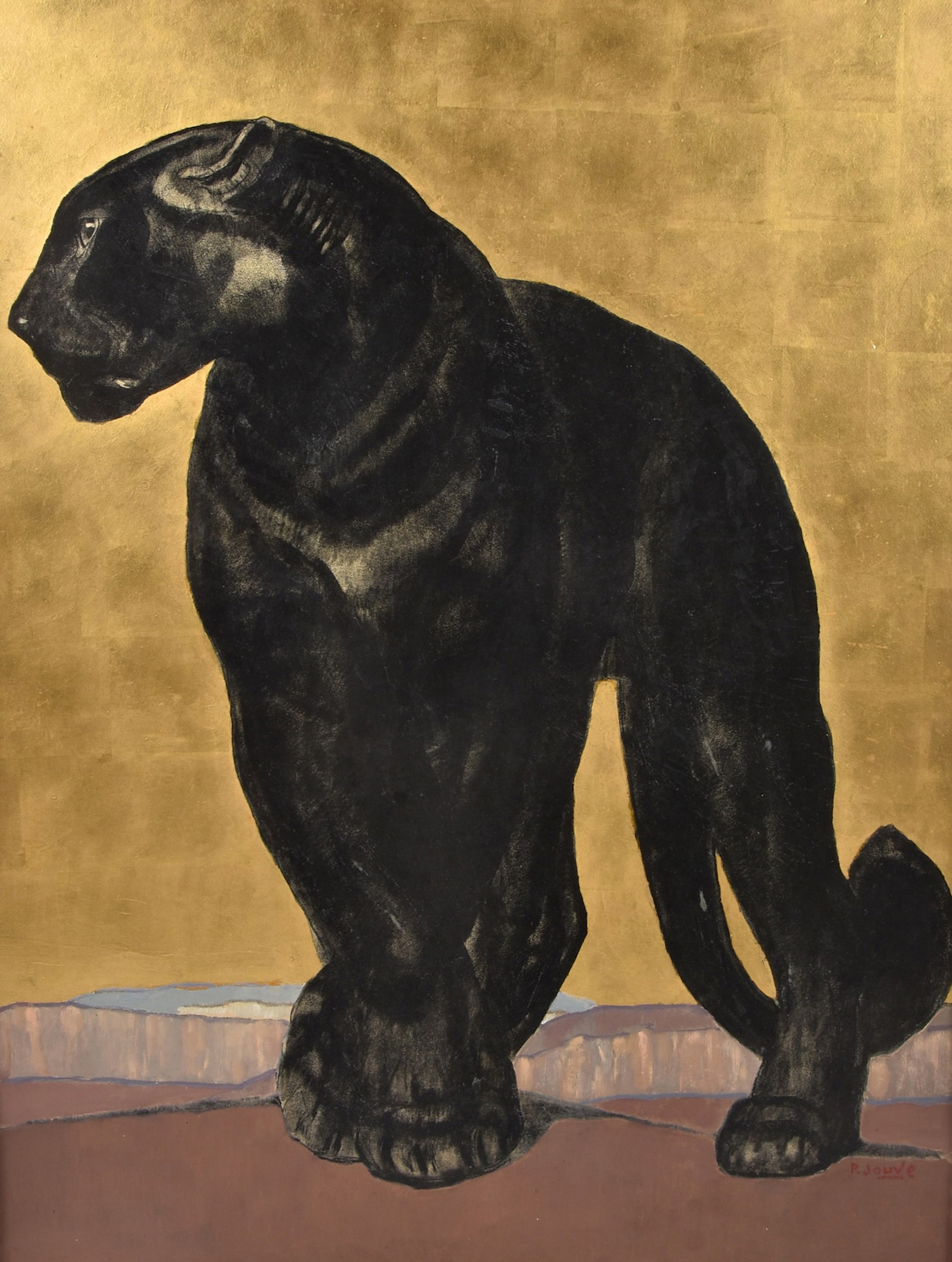
Panthère noire sur fond or rehauts de gouache
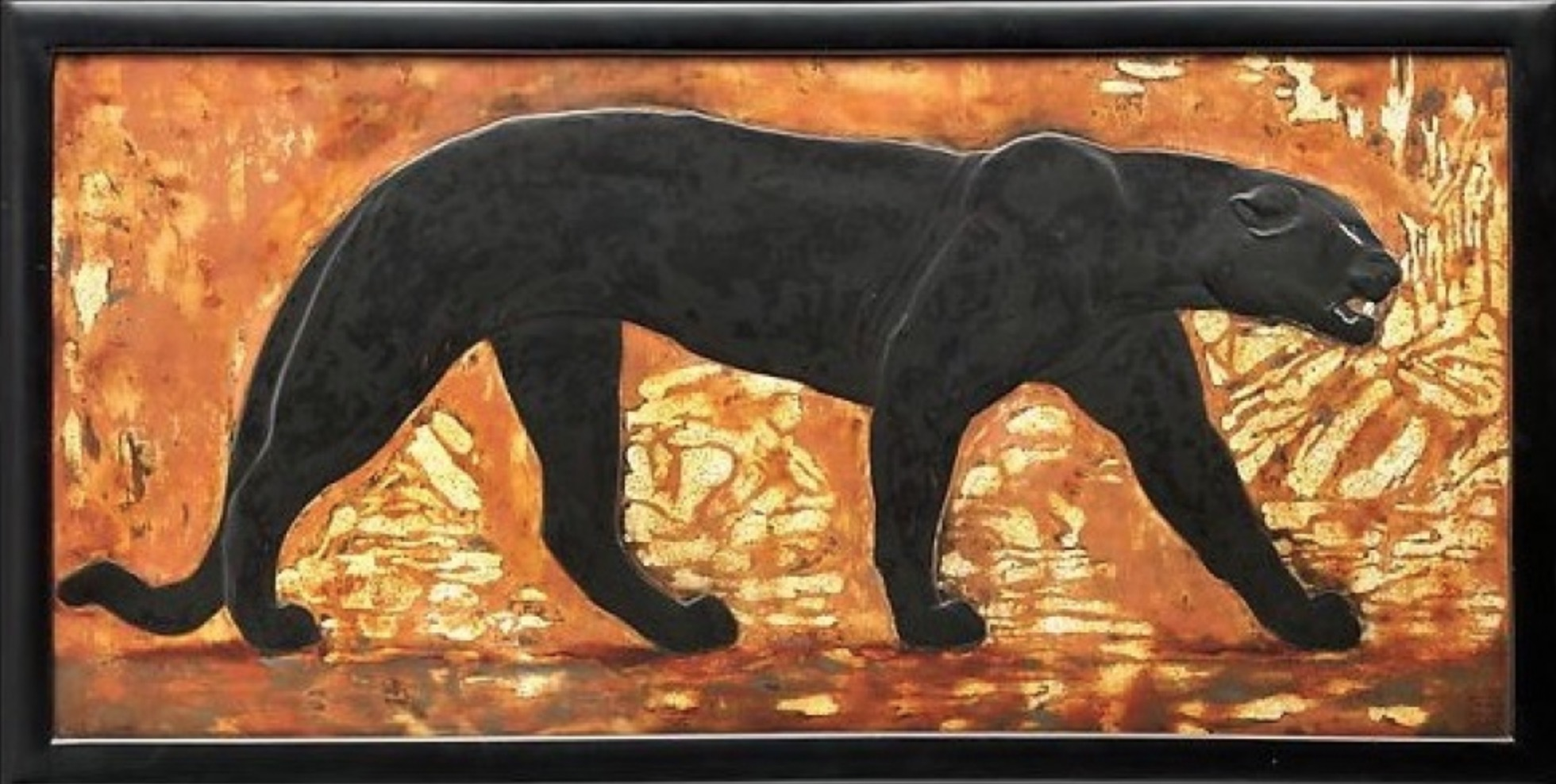
Panthère marchant. 1921 Panneau de laque, décor de coquille d’œuf sur fond d'or. Signé paul Jouve en bas à gauche et Jean Dunand en bas à droite. Metropolitan Museum of New York, (MET).

### Œuvres dans les collections publiques
États-Unis

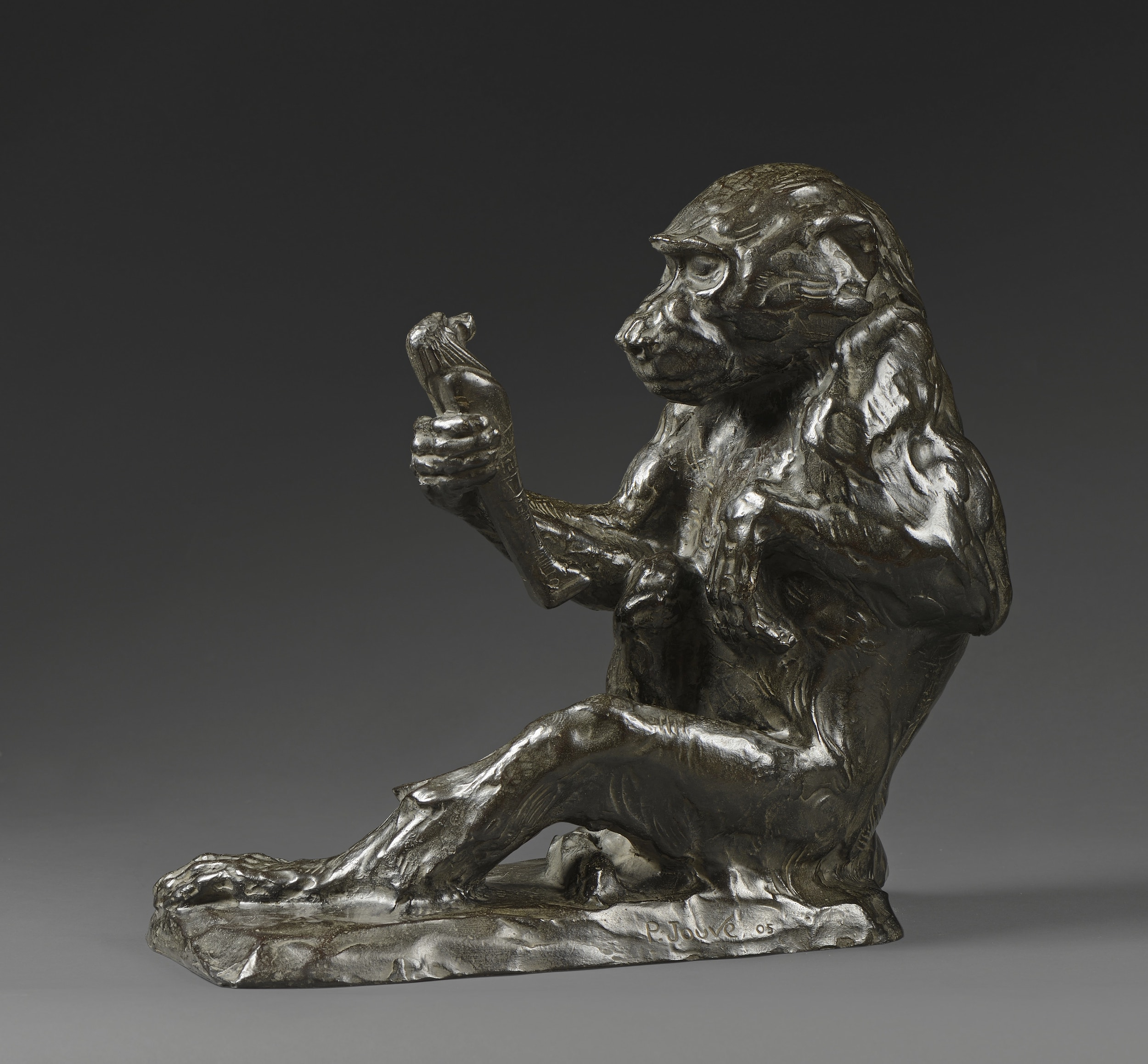
Singe et statuette, 1905

- Singe et statuette, 1905San Francisco, California Palace of the Legion of Honor : Singe à la statuette (Cynocéphale), 1905, bronze[2].

France
- Paris :Lion de l'Atlas terrassant un bouquetin. Sculpture en bronze de Paul Jouve, reposant sur un socle sur les fontaines, devant la fauverie du Jardin des Plantes à Paris.

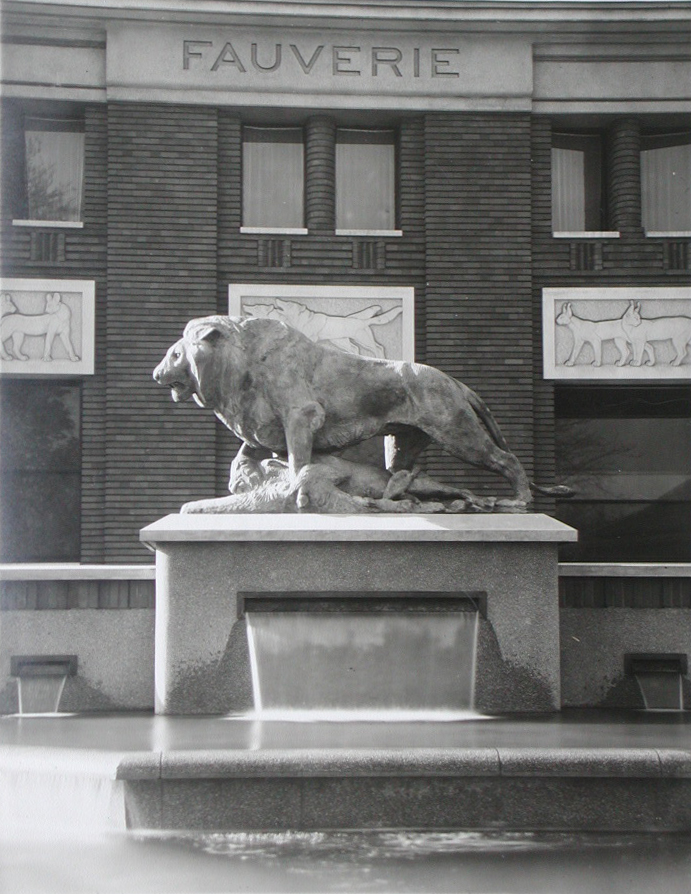
Lion de l'Atlas terrassant un bouquetin. Sculpture en bronze de Paul Jouve, reposant sur un socle sur les fontaines, devant la fauverie du Jardin des Plantes à Paris.

  - Jardin des plantes, ménagerie : Lion tuant une chèvre, vers 1937, groupe en bronze exposé devant la fauverie[3].
  - musée national d'Art moderne[4]
    - Oiseau de proie, vers 1905, mine graphite sur papier ;
    - Échassier, avant 1907, mine graphite sur papier ;
    - Panthère noire couchée, 1909, mine graphite sur papier ;
    - Dromadaire, 1909, mine graphite sur papier
    - Chameau broutant, 1909, mine graphite sur papier ;
    - Panthère au repos, vers 1920, mine graphite sur papier.

  - musée d'Orsay : deux bas-reliefs en grès, en collaboration avec Alexandre Bigot, pour la porte conçue par René Binet pour l'Exposition universelle de 1900 :
    - Tigre, 1900[5] ;
    - Lion passant, 1900[6].
- Reims, musée des Beaux-Arts : Éléphants de Maduraï, 1926, huile sur toile[7].

## Illustrations
- Collection des cent, 1902, carte postale artistique.
- Le Livre de la jungle, de Rudyard Kipling, 1919, et Le Second livre de la jungle. Paris, Éditions de la Société du Livre contemporain, 1929[8].
- Fables de Jean de La Fontaine, Lausanne, Éditions Gonin et Cie, 1929.
- La Chasse de Kaa, de Rudyard Kipling, Paris, édité par Javal et Bourdeaux, 1930.
- Un Pèlerin d'Angkor, de Pierre Loti, Paris, édité par Paul Jouve et F.L. Schmied, 1930.
- Poèmes Barbares, de Leconte de Lisle, Lausanne, Éditions Gonin et Cie, 1931.
- Paradis Terrestres, de Colette, Lausanne, Éditions Gonin et Cie, 1932.
- La comédie des animaux qu'on dit sauvages, d'André Demaison, Éditions Rombaldi, 1950.